# Повелас Ротомскіс
Повилас Ротомскіс (лит. Povilas Rotomskis; 1906—1962) — радянський, литовський державний діяч, дипломат. Міністр закордонних справ Литовської РСР (1944–1949).

## Життєпис
Член Литовської компартії з 1926 року. Член ВКП(б) з 1940 року. У 1947–1951 роках — депутат Верховної Ради Литовської РСР.
У 1940–1941 рр. — представник Литовської РСР при Раді народних комісарів СРСР.
У 1942–1944 рр. — співробітник Консульства СРСР в Нью-Йоркі.
У 1944–1949 рр. — народний комісар/міністр закордонних справ Литовської РСР. У 1945 році очолював радянську делегацію на переговорах у Варшаві по репатріації польських громадян. У 1946 році — член радянської делегації на Паризькій мирній конференції.
У 1949–1950 рр. — виконавчий секретар Союзу письменників Литовської РСР.
У 1950–1953 рр. — заступник голови Вільнюського облвиконкому.
У 1956–1962 рр. — голова литовського Товариства дружби з зарубіжними країнами.